# PLEASE
『PLEASE』（プリーズ）は、1980年に発表されたRCサクセションのアルバム。
2015年の再発には「ステップ！」の両面と「雨あがりの夜空に」の両面が収録されている。

## 解説
RCサクセション（以下、RCと略す。）の4枚目のアルバムであり、エレキ化後初のスタジオ録音アルバムである。忌野や評論家も後に語っているように、当時の日本ではロック音楽のレコーディング技術がまだ成熟していなかったため歌謡曲のような非常に細く軽い音に全体が仕上がっており、メンバーにとっても不満の残るアルバムとなってしまった。このエンジニアリングの限界を逆手に取るように、歌詞カードには「PLEASE, play it loud」の文字が大きく書かれている。ただし、曲は充実しており後年ライブでの定番となる曲が多く収録されている。
また、『初期のRCサクセション』で本人たちが意図しない音が加えられたり、シングル「ステップ!」がスタジオミュージシャンによる演奏によらなければならなかったが、当アルバムは初めてスタジオ録音によるレコーディングが自分たちの手によって実現したことから、それを誇るように「このレコードには、人工甘味料、合成着色料、防腐剤などはいっさい使用されておらず、すべてバンドマンだけで演奏されています。安心して御利用下さい」と注記されている。

## 収録曲
1. ダーリン・ミシン
（作詞・作曲：忌野清志郎）
  - 暗黒時代から歌っていたナンバーで、1976年のバージョンではメロディーと一部歌詞が変わっている。
2. トランジスタ・ラジオ
（作詞・作曲：忌野清志郎、G1,238,471）
  - 先行発売のシングルとは別ミックス。後に初期録音が編集盤「ソウルメイツ」で登場している。
3. モーニング・コールをよろしく
（作詞・作曲：忌野清志郎）
  - サム・クックの楽曲ユー・センド・ミーを下敷きに作成したと、ライブMCで清志郎により語られていた。
4. たとえばこんなラヴ・ソング
（作詞・作曲：忌野清志郎、小林和生）
「トランジスタ・ラジオ」のB面曲。
5. DDはCCライダー
（作詞・作曲：G忌麗）
6. Sweet Soul Music
（作詞・作曲：忌野清志郎）
  - 後奏でオーティス・レディングの「（Sittin' on）the Dock of the Bay」の一節が歌われている。また同曲は当初、上田正樹に提供されたが、そのアレンジ等に不満を感じた忌野が自演することを提案し採用された。[2]
7. ぼくはタオル
（作詞・作曲：忌野清志郎）
  - 歌詞の「カラカラに干されて　あきらめても干されて　でもまだ干されてる」は、以前所属していた事務所に仕事を干されていたことから生まれたと言う。[3]
8. ミスター・TVプロデューサー
（作詞・作曲：忌野清志郎、仲井戸麗市）
9. いい事ばかりはありゃしない
（作詞・作曲：忌野清志郎）
  - 暗黒時代のナンバーで、「仕事も来ない」から「金がない」、それに「売れない」、しかも彼女には「月のものもない」と嘆きのナンバー。
10. あきれて物も言えない
（作詞・作曲：忌野清志郎）
  - 低迷期に作ったとされる曲で、当時泉谷しげるに｢RCは死んでる｣と逆説的な励ましからと、前事務所への「干された」恨みとレコード会社の「やるきのなさ」を批判した曲。
11. 体操しようよ
（作詞・作曲：忌野清志郎）
  - 映画『体操しようよ』（2018年）主題歌

## メンバーおよびスタッフ
- RCサクセション
  - 忌野清志郎 - ボーカル
  - 小林和生 - ベース、バッキングボーカル
  - 仲井戸麗市 - ギター、バッキングボーカル
  - 新井田耕造 - ドラムス
  - G2 - キーボード、バッキングボーカル
- 生活向上委員会 - ホーンセクション
  - 梅津和時
  - 片山広明
  - 安田伸二
  - 佐藤春樹
- 金子マリ - バッキングボーカル
- 奥田義行、多賀英典 - プロデューサー
- 森川欣信、前田一郎 - ディレクター
- 伊藤昭男 - エンジニア

## CD:UPCY-7057

### 収録曲
1. ダーリン・ミシン
2. トランジスタ・ラジオ
3. モーニング・コールをよろしく
4. たとえばこんなラヴ・ソング
5. DDはCCライダー
6. Sweet Soul Music
7. ぼくはタオル
8. ミスター・TVプロデューサー
9. いい事ばかりはありゃしない
10. あきれて物も言えない
11. 体操しようよ
12. ステップ!（作詞・作曲：忌野清志郎　編曲：椎名和夫）
13. 上を向いて歩こう（作詞：永六輔　作曲：中村八大 編曲：椎名和夫）
松竹映画『殿、利息でござる!』（監督中村義洋、2016年5月14日封切）の主題歌に使用された[4]。
14. 雨あがりの夜空に（作詞・作曲：忌野清志郎、仲井戸麗市　編曲：RCサクセション、椎名和夫）
15. 君が僕を知ってる（作詞・作曲：忌野清志郎　編曲：RCサクセション、椎名和夫）

### クレジット
- リマスタリング・エンジニア：zAk
- ライナー・ノーツ：佐伯明

## 主な文献
- 愛しあってるかい（JICC出版局 1981年）
- GOTTA!忌野清志郎（忌野清志郎伝、角川文庫、1988年）
- 遊びじゃないんだっ!（RCサクセション20周年記念、マガジンハウス、1990年）
- 日々の泡立ち 真説RCサクセション（インタビュー集、ロッキング・オン、1991年）
- 月刊カドカワ・1992年3月号「総力特集 清志郎の遺言」（角川書店、1992年）
- 生卵（忌野清志郎デビュー25周年記念 河出書房新社、1995年）
- ロック画報・2002年10号「特集 RCサクセションに捧ぐ」（ブルース・インターアクションズ、2002年）
- 別冊宝島 音楽誌が書かないJポップ批評 忌野清志郎のブルースを捜して（宝島社、2006年）

ほか